# فابریتسیو میکولی
فابریزیو میکولی (به ایتالیایی: Fabrizio Miccoli) بازیکن فوتبال سابق اهل ایتالیا است که بین سال‌های ۲۰۰۳ تا ۲۰۰۴ میلادی عضو تیم ملی فوتبال ایتالیا بوده و در ۱۰ بازی ملی حضور داشته‌است. او در بازی‌های ملی‌اش ۲ گل به ثمر رساند.